# Ґалаґан Григорій Павлович
Григо́рій Па́влович Ґалаґа́н (15 [27] серпня 1819, село Сокиринці, Прилуцький повіт, Полтавська губернія, Російська імперія — 25 вересня [7 жовтня] 1888, там само) — громадський діяч, українофіл, меценат, великий поміщик на Полтавщині і Чернігівщині, представник відомого старшинсько-дворянського роду Ґалаґанів.

## Біографія
Народився в селі Сокиринці (нині Срібнянський район, Чернігівська область, Україна) у дворянській родині. Отримавши початкову домашню освіту, слухав лекції в Санкт-Петербурзькому університеті на юридичному факультеті. Після закінчення університету два роки подорожував Західною Європою. Повернувшись до Російської імперії, вирішив зайнятися сільським господарством, для чого оселився у своєму маєтку в селі Сокиринцях у Полтавській губернії. З 1847 року був головою дворянства Борзнянського повіту Чернігівської губернії. У 1850 році взяв на себе обов'язки опікуна чернігівської гімназії та совісного судді та займав ці посади до 1853 року. У 1858 році Ґалаґана призначено членом чернігівського губернського комітету із селянських справ.
Працював у палаті державного майна на Чернігівщині. Після цього він обіймає ще низку громадських посад і врешті стає членом чернігівського комітету з поліпшення життя селянства. Ще під час роботи в палаті державного майна Ґалаґан виявив прихильність до селянства як верстви, організувавши допомогу постраждалим від неврожаю, а в 1850-х роках заявляє про себе як про активного прихильника скасування кріпацтва, внаслідок чого його в 1858 році запрошують до «редакційної колегії», яка працювала над підготовкою майбутньої селянської реформи. Послідовний захист прав селянства спричинив чимало конфліктів Ґалаґана з місцевими поміщиками. Надалі Григорій Ґалаґан неодноразово обіймав посади в різних комісіях, які працювали над проєктами рішення «селянського питання», виступаючи з позицій повного звільнення вчорашніх кріпаків від залишків феодальних тягарів та громадянських обмежень.
З 1865 року — земський діяч-меценат: за його ініціативою й при його матеріальній підтримці відкрито гімназію в Прилуках (1874) й багато народних шкіл — а також колегію (названу іменем його передчасно померлого сина Павла) в Києві (1871). Матеріально підтримував журнал «Киевская старина».
Ґалаґану було доручено дослідити положення селян, потерпілих від неврожаїв, та дати допомогу хлібом і коштами найбільш потерпілим, — що й дало початок у 1871 році першому в Україні ощадно-позичковому товаристві.
У 1873–1875 роках — голова Південно-західного відділу Російського географічного товариства.
Був особисто знайомий і листувався з Шевченком, Максимовичем, Кулішем, Антоновичем та іншими. Був одним з засновників бібліотеки, яка нині відома як Національна парламентська бібліотека України.

## Вшанування пам'яті
У Києві є вулиця Ґалаґанівська.
У місті Прилуки є вулиця Галаганівська.
9 серпня 2022 року у місті Заводське вулицю Правди перейменували на вулицю Григорія Ґалаґана.
У селі Гоголів Київської області вулицю Некрасова перейменували на вулицю Григорія Галагана.